# Trixoscelis baliogaster
Trixoscelis baliogaster är en tvåvingeart som först beskrevs av Leander Czerny 1909.  Trixoscelis baliogaster ingår i släktet Trixoscelis och familjen myllflugor.
Artens utbredningsområde är Spanien. Inga underarter finns listade i Catalogue of Life.